# Eurytela
Eurytela Boisduval, 1833 è un genere di lepidotteri diurni appartenente alla famiglia Nymphalidae, diffuso in Africa.

## Tassonomia
Il taxon comprende le seguenti specie:
- Eurytela alinda (Mabille, 1893)
- Eurytela dryope (Cramer, 1775)
- Eurytela hiarbas (Drury, 1770)
- Eurytela narinda (Ward, 1872)